# Ptiloglossa arizonensis
Ptiloglossa arizonensis är en biart som beskrevs av Timberlake 1946. Ptiloglossa arizonensis ingår i släktet Ptiloglossa och familjen korttungebin. Inga underarter finns listade i Catalogue of Life.